# N10 (Kamerun)
Die N10 ist eine Fernstraße in Kamerun, die in Yaoundé an der Ausfahrt der N2 beginnt und westlich von Bertoua in die N1 mündet. Östlich von Bertoua zweigt sie wieder von der N1 ab und führt nach Kentzou an der Grenze zur Zentralafrikanischen Republik.  Sie ist 525 Kilometer lang.